# Hupet
Hupet, pseudoniem van Peter Hulpusch (Oegstgeest, 1946), is een Nederlands striptekenaar.
Hypolite Hupet debuteerde in 1976 met drie afleveringen van zijn stripfiguur Dabbo in het stripblad De Topeloeng op tekst van Barbos (pseudoniem van Ais Hoogstra). Hierna werden er, op teksten van Daniël Jansens en Barry Extra, twee vervolgverhalen van deze strip geplaatst in het stripblad Eppo van 1978 tot 1980 gevolgd door een lang verhaal van de strip Dokter Dolman op tekst van Jan van Die in 1982. Vervolgens verscheen er weer een reeks korte verhalen van de strip Dabbo, nu op tekst van Willem Ritstier, in Eppo Wordt Vervolgd van 1986 tot 1988. 